# Karabin Steyr HS .50
Steyr HS .50 – wielkokalibrowy karabin wyborowy produkowany przez firmę Steyr Mannlicher Gmbh & Co KG. Po raz pierwszy został zaprezentowany publicznie w Las Vegas podczas targów ShotShow w 2004 roku. Karabin miał być produkowany w wersjach kalibru 12,7 mm NATO i .460 Steyr, ale oferowany jest tylko w tym pierwszym kalibrze.
Steyr HS .50 jest bronią jednostrzałową z zamkiem czterotaktowym (dwa rygle). Mechanizm spustowy dwuoporowy. Lufa ryflowana, zakończona hamulcem wylotowym. Karabin nie posiada mechanicznych przyrządów celowniczych, wyposażony jest w szynę Picatinny na której montowany jest celownik optyczny. Kolba o regulowanej długości. HS .50 wyposażony jest w dwójnóg o regulowanej wysokości.